# Magdalena Kielar
Magdalena Kielar (ur. 1979 w Kamiennej Górze) – polska modelka, aktorka teatralna i telewizyjna.
Magdalena Kielar zadebiutowała jako modelka w 1998 roku. W 2001 roku debiutowała jako aktorka w serialu TV Polsat Zostać miss. Od 2005 roku współpracuje z Wrocławskim Teatrem Pantomimy i Teatrem Polskim we Wrocławiu. W 2006 roku zagrała pierwszą poważną rolę filmową w dramacie obyczajowym Rzeźnia nr 1, wcieliła się w postać Magdy. Za tę rolę otrzymała nominację do Nagrody Polskiego Kina Niezależnego im. Jana Machulskiego.

## Filmografia
- 2006: Rzeźnia nr 1, jako Magda
- 2008: Paper Drawer
- 2009: Piotrek trzynastego, jako Karolina
- 2011: 80 milionów, jako kobieta z grupy "Poligon"
- 2011: Prosto z nieba, jako Marta, córka przedstawiciela rodzin katyńskich
- 2012: Niebo, jako Marysia

### Seriale
- 2001: Zostać miss, jako Kinga "Czekoladka" Mróz, uczestniczka konkursu, Miss Foto
- 2003: Zostać miss 2, jako Kinga Mróz "Czekoladka"
- 2004: Pierwsza miłość, jako Judyta Myszkowska, pacjentka oddziału ginekologicznego-położniczego Szpitala Kolejowego we Wrocławiu
- 2008–2009: Niesamowite historie
- 2008: Glina, jako dziewczyna Grzegorza (odc. 23)
- 2010: Chichot losu, jako adwokatka Huberta (odc. 13)
- 2010: Usta usta, jako Julia, lokatorka Adama (odc. 9 i 10)
- 2011: Licencja na wychowanie, jako sąsiadka
- 2013: Prawo Agaty, jako Ada (odc. 38)